# Atsushi Yoneyama
Atsushi Yoneyama (Prefectura de Tochigi, Japó, 20 de novembre de 1976) és un futbolista japonès que disputà un partit amb la selecció japonesa.